# Boddebroeker Loop
De Boddebroeker Loop (ook: Boddenbroeker Loop) is een beekje dat ontspringt ten zuiden van Oirlo en na 3 à 4 km bij Meerlo uitmondt in de Groote Molenbeek.
Het stroomgebied van dit beekje bedraagt ongeveer 600 ha. De beek was gekanaliseerd en, gezien het grote verval (van bijna 24 meter naar 15 meter) en het eveneens grote verhang, was het beekje zeer snelstromend, waardoor de bodem betegeld moest worden.
Vanaf 2005 werd de beek voor een deel hermeanderd, waardoor de stroomsnelheid afnam. Vooral in de terreinen van Staatsbosbeheer kan de beek weer vrij stromen.